# اوربنیسی
اوربنیسی (به لاتین: Urbnisi) یک منطقهٔ مسکونی در گرجستان است که در شهرداری کارلی واقع شده‌است. اوربنیسی ۱٬۱۰۹ نفر جمعیت دارد و ۶۴۰ متر بالاتر از سطح دریا واقع شده‌است.